# Urban Franc
Urban Franc (Bled, 5 giugno 1975) è un ex saltatore con gli sci sloveno.

## Biografia
In Coppa del Mondo esordì il 29 marzo 1992 a Planica (54°) e ottenne il primo podio il 5 dicembre 1992 a Falun (2°).
In carriera prese parte a un'edizione dei Giochi olimpici invernali, Nagano 1998 (42° nel trampolino normale), a due dei Campionati mondiali (27° nel trampolino lungo a Thunder Bay 1995 il miglior risultato) e a due dei Mondiali di volo, vincendo una medaglia.

## Palmarès

### Mondiali di volo
- 1 medaglia:
  - 1 bronzo (individuale a Tauplitz 1996)

### Coppa del Mondo
- Miglior piazzamento in classifica generale: 22º nel 1993
- 2 podi (1 individuale, 1 a squadre):
  - 1 secondo posto (individuale)
  - 1 terzo posto (a squadre)